# Ларсон, Лэнс
Лэ́нс Ме́лвин Ла́рсон (англ. Lance Melvin Larsont; 3 июля 1940, Монтерей-Парк, Калифорния — 19 января 2024, Ориндж, Калифорния) — американский пловец, чемпион и серебряный призёр Олимпийских игр (1960), 
экс-рекордсмен мира.

## Биография

### Спортивная карьера
Ларсон начинал карьеру в средней школе Эль-Монте, где он в юности показывал хорошие навыки пловца и устанавливал рекорды, проплывая за рекордное время 100 метров, как вольным стилем, так и баттерфляем. Благодаря победам на внутренних соревнованиях он успешно прошёл отбор на Олимпиаду 1960 года. На Играх в Риме в составе американской команды он завоевал золото в комбинированной эстафете на дистанции 4×100 метров, на которой американцы опередили австралийцев и японцев.
На той же Олимпиаде Ларсон в заплыве на 100 метров вольным стилем завоевал серебро, уступив австралийцу Джону Девитту, который, как решили судьи, первым коснулся стенки бассейна на финише. Совещание продолжалось 10 минут и в будущем повлекло споры о итоговом решении, из-за чего потребовалось введение электронного замера времени.

### Дальнейшая жизнь
Завершив карьеру, занимался стоматологической практикой, которой занимался ещё во время службы в армии, когда проходил службу в военно-морском флоте США.
В 1980 году был принят в Зал славы мирового плавания.

### Смерть
Скончался 19 января 2024 года в возрасте 83 лет от последствий пневмонии.